# Africactenus ghesquierei
Africactenus ghesquierei är en spindelart som först beskrevs av Roger de Lessert 1946.  Africactenus ghesquierei ingår i släktet Africactenus och familjen Ctenidae.
Artens utbredningsområde är Kongo. Inga underarter finns listade i Catalogue of Life.